# 石壁駅
石壁駅（せきへき-えき）は、中華人民共和国広東省広州市番禺区謝辺公路石壁村に位置する広州地下鉄2号線、7号線の駅である。

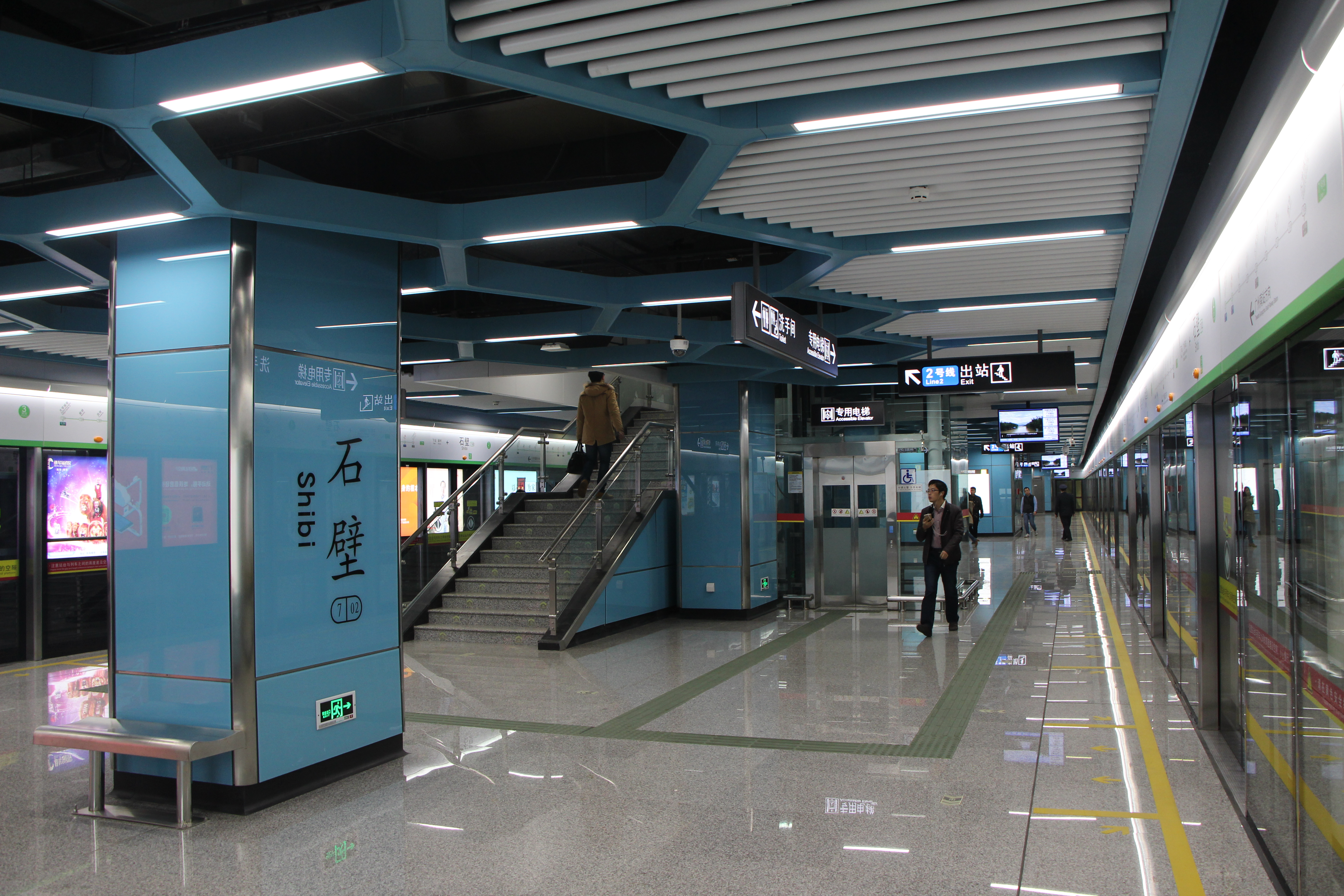
7号線ホーム

## 利用可能な鉄道路線
広州地下鉄
■2号線
■7号線

## 駅構造
| 地下1階 | 西コンコース ■2号線        | 改札口、自動券売機、サービスセンター、駅商店、駅警備室、セキュリティ |  |
|         | 連絡通路                   | 2号線・7号線コンコースを連絡                                         |  |
|         | 東コンコース ■7号線        | 改札口、自動券売機、サービスセンター、駅警備室、セキュリティ         |  |
| 地下2階 | 1番線                      | 2号線 広州南駅へ（広州南駅方面）                                     |  |
|         | 島式ホーム、左側の扉が開く |                                                                      |  |
|         | 2番線                      | 2号線 会江へ（嘉禾望崗方面）                                         |  |
|         |                            |                                                                      |  |
|         | 4番線                      | 7号線 広州南駅へ（美的大道方面）                                     |  |
|         | 島式ホーム、左側の扉が開く |                                                                      |  |
|         | 3番線                      | 7号線 謝村へ（燕山方面）                                             |  |

## 歴史
- 2010年9月25日 - 2号線開業。

## 隣の駅
広州地下鉄
■2号線
広州南駅 201 - 石壁駅 202 - 会江駅 203
■7号線
広州南駅 701 - 石壁駅 702 - 謝村駅 703